# Stadionul Khalifa International
Stadionul Khalifa International (în arabă إستاد خليفة الدولي , cunoscut și ca Stadionul Național, este un stadion polivalent din Al Rayyan, o suburbie a orașului Doha, Qatar, ca parte a Aspire Zone ( Doha Sports City), care include și Aspire Academy, Hamad Aquatic Centre și Aspire Tower. Stadionul poartă numele lui Khalifa bin Hamad Al Thani, fostul emir al Qatarului. Finala Cupei Asiei AFC din 2011 a avut loc pe acest stadion. În 2017, a primit un rating de patru stele de la Global Sustainability Assessment System (GSAS), primul din lume care a primit acest rating. Stadionul angajează aproximativ 30.000 de muncitori. Stadionul Internațional Khalifa este unul dintre cele opt stadioane care găzduiesc meciuri la Campionatul Mondial de Fotbal 2022.
Stadionul este situat în Zona Aspire, la aproximativ 5 km vest de centrul Doha